# إقبال خان جادون
إقبال خان جادون (1931 - 1977) سياسي باكستاني من مقاطعة خيبر بختونخوا في باكستان. ولد عام 1931 في أبوت آباد وتوفي عام 1977. وكان سابع رئيس وزراء منتخب للمقاطعة في الفترة من 9 أبريل 1977 إلى 5 يوليو 1977.